# Autogol
L'autogol o autorete (anche autogoal), è, negli sport di squadra il cui punteggio viene assegnato tramite gol, il punto marcato nella propria rete e pertanto in favore della squadra avversaria.

## Definizione
L'assegnazione dell'autogol è generalmente subordinata all'eventuale volontarietà da parte dell'autore, circostanza che può costituire un discriminante rispetto al gol.

### Calcio
A livello calcistico la presenza dell'autorete era maggiormente diffusa nel XX secolo, dacché il regolamento dell'epoca ne individuava l'assegnazione anche per deviazioni minime o ininfluenti. Dal 1998, complici le direttive di Fifa e Uefa — applicate per la prima volta nei Mondiali francesi — gli autogol sono considerati tali solamente quando l'intervento del calciatore difendente risulta decisivo nell'indirizzare in porta un pallone altrimenti destinato a finire fuori.
Al fine di evitare dubbi circa l'assegnazione delle marcature, le federazioni hanno stabilito delle precise linee guida. Inoltre, è possibile segnare un'autorete solo a pallone in gioco, in quanto il regolamento prevede che se il pallone finisce direttamente nella propria porta a seguito di una qualunque ripresa di gioco (calcio di punizione, rimessa laterale, calcio di rinvio, ecc.), il gioco debba essere ripreso con un calcio d'angolo in favore della squadra avversaria.

### Pallacanestro
In ambito cestistico il punto realizzato a favore degli avversari — definito «autocanestro» — è valido purché l'autore compia tale gesto senza volontarietà. In caso contrario, il giocatore diviene passibile di sanzione.

### Altri sport
L'autogol è inoltre presente nell'hockey e nella pallamano, con gli stessi criteri del corrispettivo calcistico.